# Oksoborany

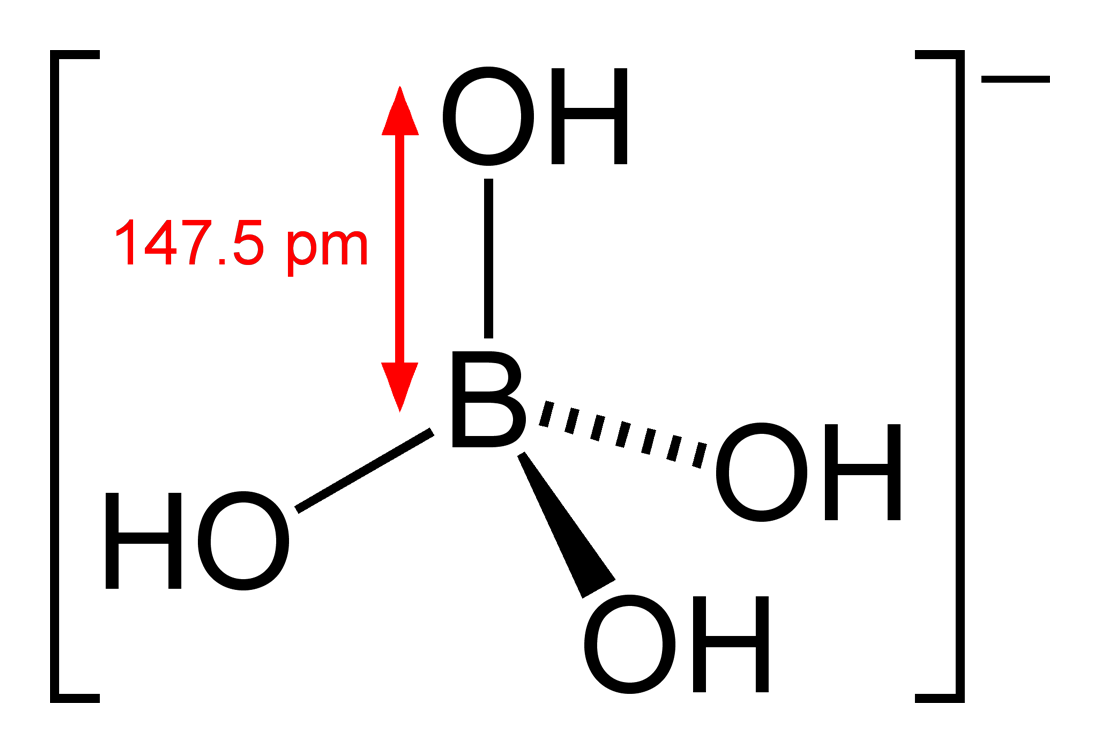
Anion tetrahydroksoboranowy

Oksoborany (borany) – sole i estry tlenowych kwasów boru.

## Sole
Najczęściej spotykane sole boranowe (M – metal jednowartościowy):
- ortoborany (borany, ortooksoborany) M3BO3 – sole kwasu borowego
- metaborany (metaoksoborany) MBO2, np. metaboran sodowy
- tetraborany (czteroborany, tetraoksoborany) M2B4O7, np. boraks,
- tetrahydroksoborany, sole kompleksowe zawierające tetraedryczny anion tetrahydroksoboranowy [B(OH)4]−, np. Na2[B(OH)4]Cl i CuII[B(OH)4]Cl

Przykładowe aniony boranowe

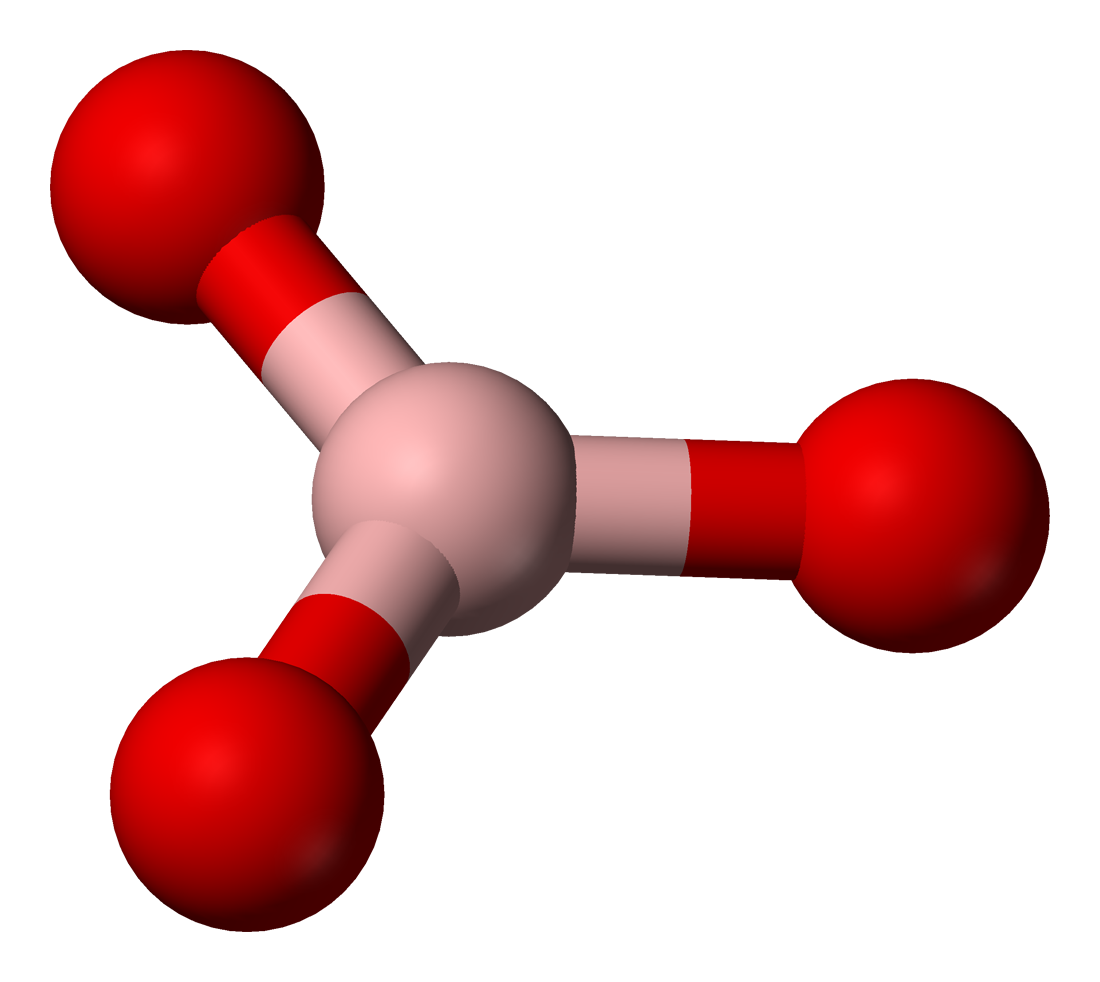
Anion ortoboranowy
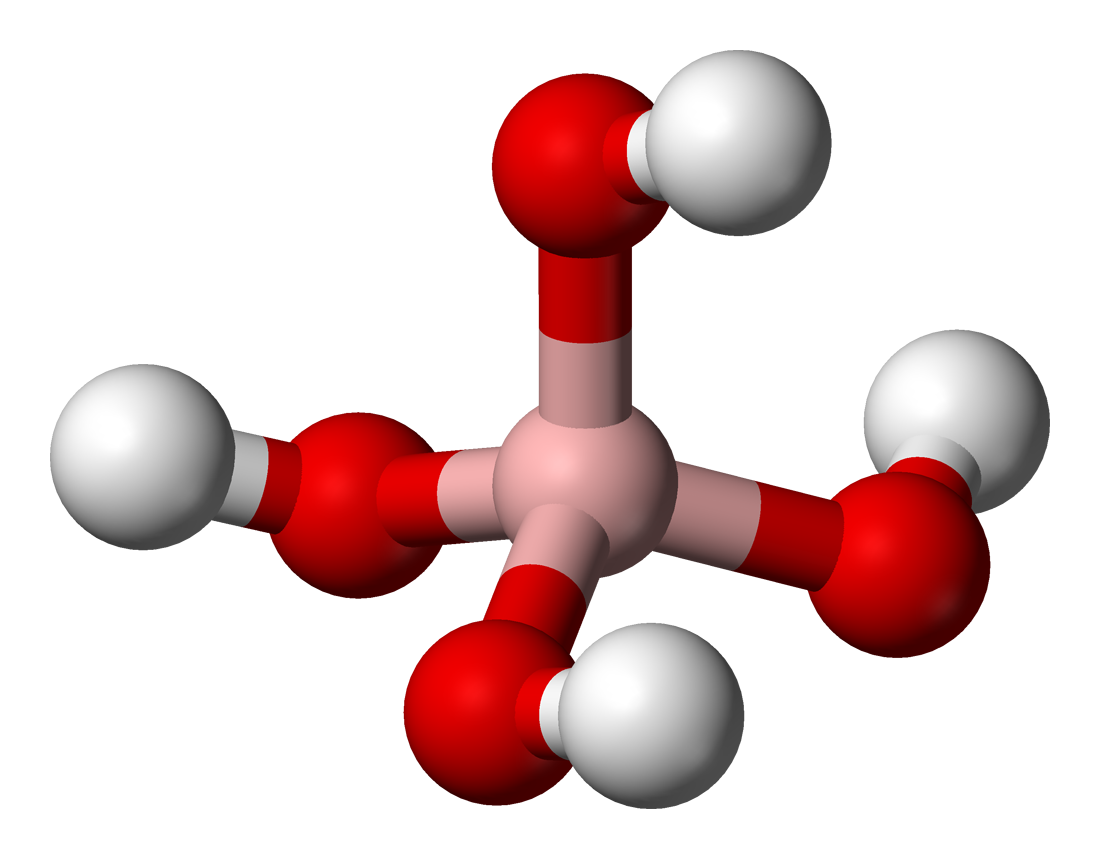
Anion tetrahydroksoboranowy
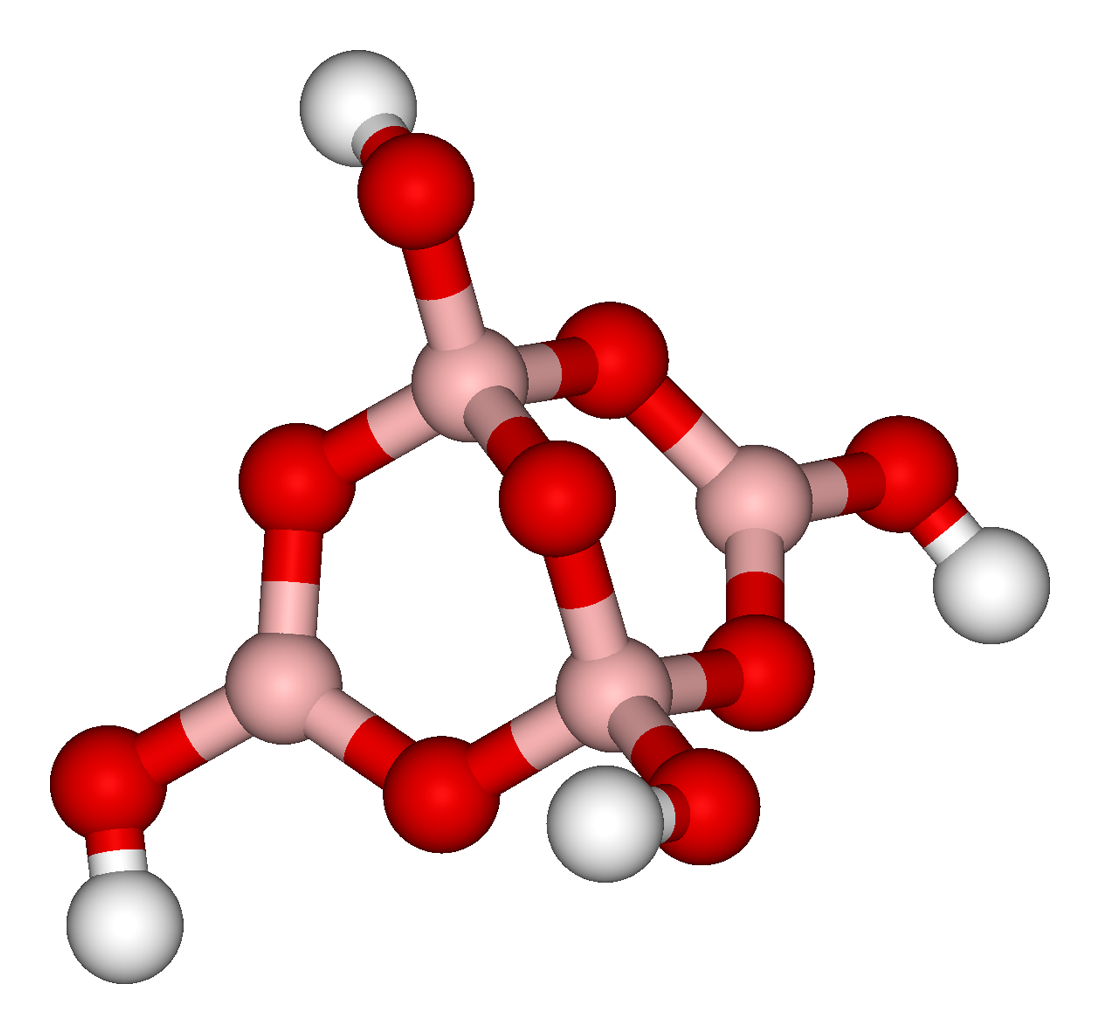
Tetrameryczny anion [B4O5(OH)4]2-

## Estry
Borany, estry kwasu borowego, są reaktywne i łatwopalne. Rozkładają się pod wpływem wody.

Boran trimetylowy